# ياسومي كوكيساكي
ياسومي كوكيساكي (باليابانية: 釘崎 康臣) (3 مايو 1982 في ميازاكي في اليابان – )؛ هو لاعب كرة قدم ياباني سابق كان يلعب كمدافع.

## وصلات خارجية
- ياسومي كوكيساكي على موقع رابطة كرة القدم اليابانية للمحترفين (اليابانية)
- ياسومي كوكيساكي على موقع قاعدة بيانات كرة القدم.إي يو (الإنجليزية)
- ياسومي كوكيساكي على موقع Soccerway.com (الإنجليزية)
- ياسومي كوكيساكي على موقع عالم كرة القدم.نت (الإنجليزية)